# Airi Snellman-Hänninen
Airi Inkeri Snellman-Hänninen, född 27 februari 1930 i Uleåborg, död 19 februari 2022 i Espo, var en finländsk textilkonstnär. 
Snellman studerade vid Konstindustriella läroverket 1950–1953 och har egen ateljé sedan 1952. Hon gjorde under 1950-talet främst ryor men började under 1960-talet utveckla olika experimentella former av textilkonstverk, småningom som fristående (eller fritt hängande) skulpturer. Hon designade även textilierna för en lång rad kyrkor och för andra offentliga utrymmen, delvis i samarbete med sin man inredningsarkitekten Olavi Hänninen (1920–1992). Hennes arbeten har visats på talrika utställningar både i hemlandet och utomlands, såväl separat som i grupp med andra textilkonstnärer. Hon utnämndes till årets textilkonstnär i Finland 1989.